# Страшимирово
Страшими́рово (болг. Страшимирово) — село у Варненській області Болгарії. Входить до складу общини Белослав.

## Населення
За даними перепису населення 2011 року у селі проживали 923 особи.
Національний склад населення села:
| Національність   | Кількість осіб | Відсоток |
| ---------------- | -------------- | -------- |
| болгари          | 856            | 97,3%    |
| турки            | 23             | 2,6%     |
| Всього відповіли | 880            |          |

Розподіл населення за віком у 2011 році:
Динаміка населення: